# CYP1A2
CYP1A2 (англ. Cytochrome P450 family 1 subfamily A member 2) – білок, який кодується однойменним геном, розташованим у людей на короткому плечі 15-ї хромосоми. Довжина поліпептидного ланцюга білка становить 515 амінокислот, а молекулярна маса — 58 294.
| 10         |  | 20         |  | 30         |  | 40         |  | 50         |
| ---------- |  | ---------- |  | ---------- |  | ---------- |  | ---------- |
| MALSQSVPFS |  | ATELLLASAI |  | FCLVFWVLKG |  | LRPRVPKGLK |  | SPPEPWGWPL |
| LGHVLTLGKN |  | PHLALSRMSQ |  | RYGDVLQIRI |  | GSTPVLVLSR |  | LDTIRQALVR |
| QGDDFKGRPD |  | LYTSTLITDG |  | QSLTFSTDSG |  | PVWAARRRLA |  | QNALNTFSIA |
| SDPASSSSCY |  | LEEHVSKEAK |  | ALISRLQELM |  | AGPGHFDPYN |  | QVVVSVANVI |
| GAMCFGQHFP |  | ESSDEMLSLV |  | KNTHEFVETA |  | SSGNPLDFFP |  | ILRYLPNPAL |
| QRFKAFNQRF |  | LWFLQKTVQE |  | HYQDFDKNSV |  | RDITGALFKH |  | SKKGPRASGN |
| LIPQEKIVNL |  | VNDIFGAGFD |  | TVTTAISWSL |  | MYLVTKPEIQ |  | RKIQKELDTV |
| IGRERRPRLS |  | DRPQLPYLEA |  | FILETFRHSS |  | FLPFTIPHST |  | TRDTTLNGFY |
| IPKKCCVFVN |  | QWQVNHDPEL |  | WEDPSEFRPE |  | RFLTADGTAI |  | NKPLSEKMML |
| FGMGKRRCIG |  | EVLAKWEIFL |  | FLAILLQQLE |  | FSVPPGVKVD |  | LTPIYGLTMK |
| HARCEHVQAR |  | RFSIN      |  |            |  |            |  |            |

A: Аланін

C: Цистеїн

D: Аспарагінова кислота

E: Глутамінова кислота

F: Фенілаланін

G: Гліцин

H: Гістидин

I: Ізолейцин

K: Лізин

L: Лейцин

M: Метіонін

N: Аспарагін

P: Пролін

Q: Глутамін

R: Аргінін

S: Серин

T: Треонін

V: Валін

W: Триптофан

Кодований геном білок за функцією належить до оксидоредуктаз. 
Задіяний у таких біологічних процесах, як метаболізм ліпідів, метаболізм стероїдів, метаболізм стеролів, альтернативний сплайсинг. 
Білок має сайт для зв'язування з іонами металів, іоном заліза, гемом. 
Локалізований у мембрані, ендоплазматичному ретикулумі, мікросомах.